# Třída Diadem
Třída Diadem byla třída chráněných křižníků první třídy britského královského námořnictva. Celkem bylo postaveno osm jednotek této třídy. Ve službě byly od roku 1898. Niobe roku 1910 získalo kanadské královské námořnictvo. Křižníky se účastnily první světové války, převážně již v pomocných rolích. Jeden byl ve válce potopen německou ponorkou. Jeden byl k výcviku využíván až do roku 1956. Byly to poslední postavené britské chráněné křižníky první třídy.

## Stavba
Celkem bylo v letech 1895–1903 postaveno osm jednotek této třídy. Oproti předcházející třídě Powerful byly menší, pomalejší a levnější. Kritizována byla jejich slabší výzbroj, především absence těžkých děl. Druhá čtveřice přitom měla mírně výkonnější pohonný systém. Do stavby této třídy se zapojily britské loděnice Fairfield v Govanu, Vickers v Barrow-in-Furness, Thompson v Clydebanku a Pembroke Dockyard. Každá postavila po dvou křižnících.
Jednotky třídy Diadem:
| Jméno          | Loděnice    | Založení kýlu | Spuštěna | Vstup do služby    | Poznámka |
| -------------- | ----------- | ------------- | -------- | ------------------ | --- |
| HMS Diadem     | Fairfield   | 1896          | 1896     | 19. července 1898  | Od roku 1914 cvičná loď, od roku 1915 rezerva, od roku 1918 cvičná loď, vyřazen 1921.                                                                   |
| HMS Niobe      | Vickers     | 1895          | 1897     | 6. prosince 1898   | V roce 1910 zakoupen Kanadou jako HMCS Niobe, od roku 1915 depotní loď, dne 6. prosince 1917 v Halifaxu vážně poškozen vnitřním výbuchem, vyřazen 1922. |
| HMS Europa     | Thompson    | 1896          | 1897     | 23. listopadu 1899 | Vyřazen 1920, prodán civilnímu uživateli, v lednu 1921 se poblíž Korsiky potopil v bouři.                                                               |
| HMS Andromeda  | Pembroke DY | 1895          | 1897     | 5. září 1899       | Od roku 1913 cvičná loď, od roku 1919 pojmenována Impregnable II, později školní loď Defiance, vyřazena 1956.                                           |
| HMS Amphitrite | Vickers     | 1896          | 1898     | 17. září 1901      | V letech 1910–1914 cvičná loď, od srpna 1917 minonoska, vyřazen 1919.                                                                                   |
| HMS Argonaut   | Fairfield   | 1896          | 1898     | 19. dubna 1900     | V letech 1915-1917 nemocniční loď, později plovoucí kasárna, sešrotován 1920.                                                                           |
| HMS Ariadne    | Thompson    | 1896          | 1898     | 5. června 1902     | V letech 1913-1914 cvičná loď, od roku 1917 minonoska, dne 26. července 1917 poblíž Beachy Head potopen německou ponorkou SM UC-65.                     |
| HMS Spartiate  | Pembroke    | 1897          | 1898     | 17. března 1903    | Od roku 1913 cvičná loď, 1915 přejmenován na Fisgard, vyřazen 1932.                                                                                     |

## Konstrukce

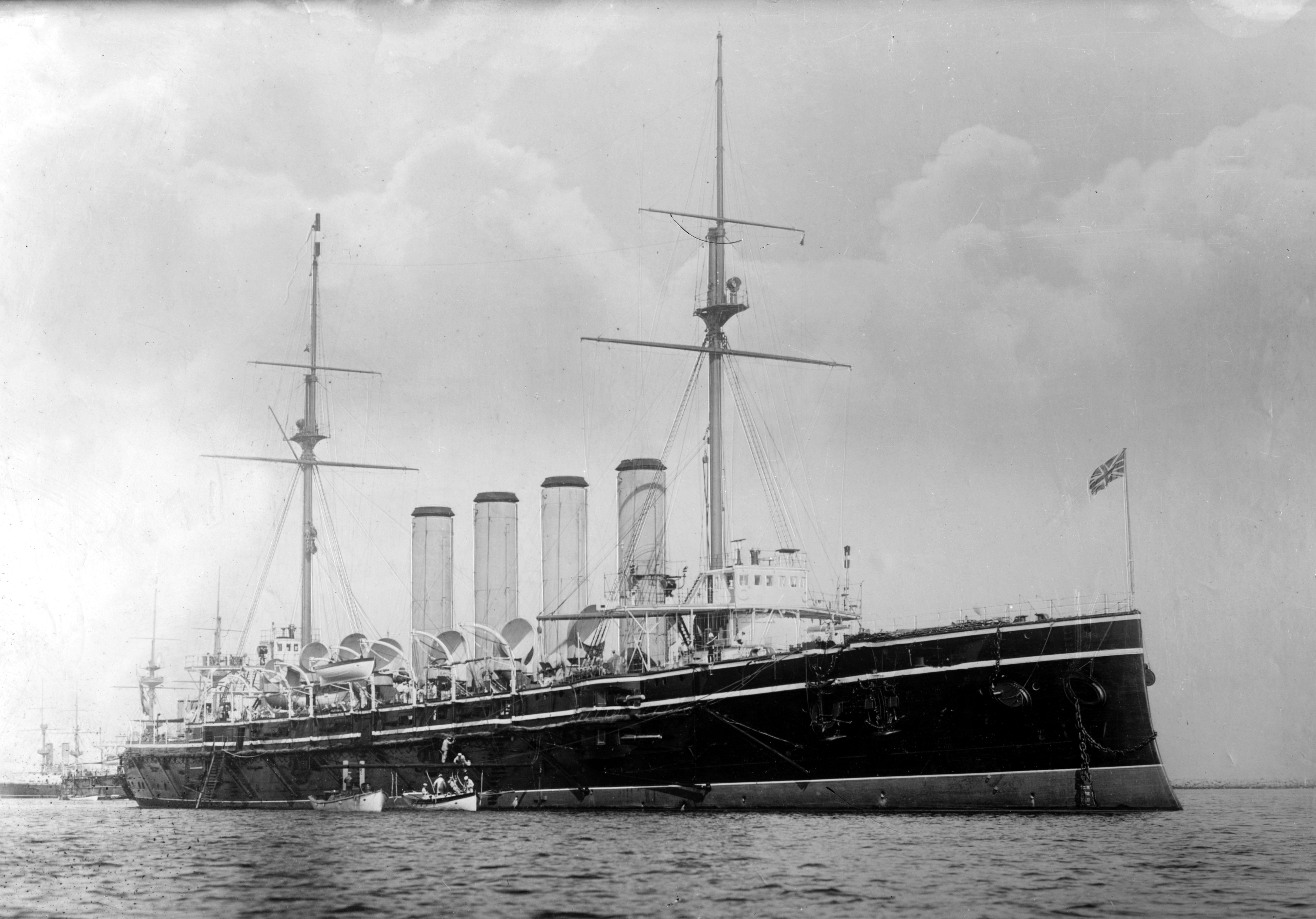
HMCS Niobe

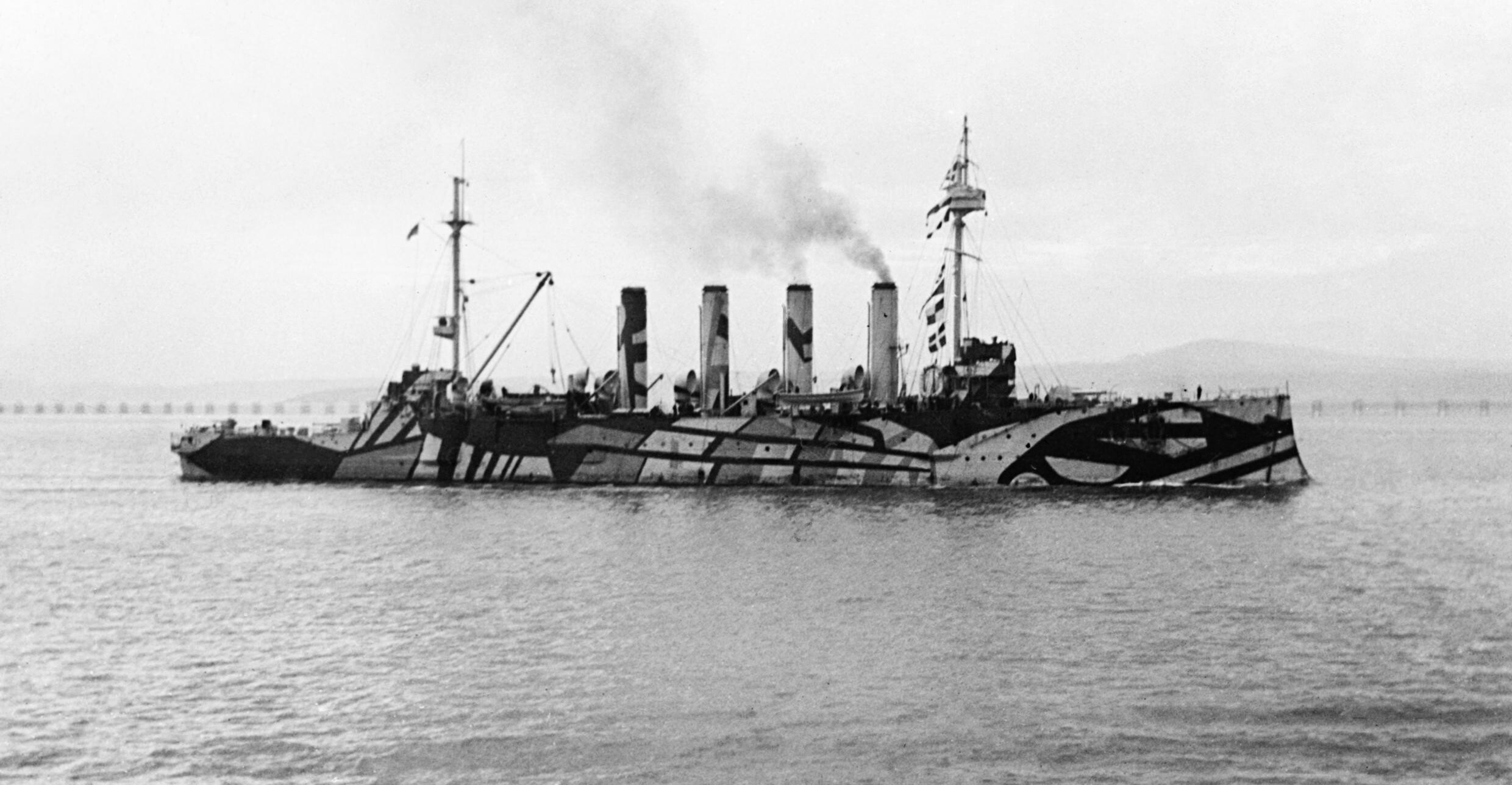
HMS Amphitrite

Po dokončení plavidla nesla šestnáct 152mm kanónů, které doplňovalo čtrnáct 76mm kanónů, tři 47mm kanóny a tři 450mm torpédomety. První a druhá čtveřice se lišila výkonem pohonného systému a rychlostí. Pohonný systém křižníku Diadem tvořilo 30 kotlů a dva parní stroje o výkonu 16 500 hp, pohánějící dva lodní šrouby. Nejvyšší rychlost dosahovala 20,2 uzlu. Dosah byl 10 000 námořních mil při rychlosti 10 uzlů. Zbývající křižníky měly dva parní stroje o výkonu 18 000 hp, pohánějící dva lodní šrouby. Nejvyšší rychlost dosahovala 20,7 uzlu.

### Modifikace
Křižníky Ariadne a Amphitrite byly roku 1917 upraveny na minonosky. Jehich výzbroj byla redukována na čtyři 152mm kanóny a jeden 76mm kanóny. Ariadne měl kapacitu 400 min a Amphitrite až 354 min.

## Služba
Všechny křižníky se účastnily první světové války.